# Don Masson
Don Masson (26 de agosto de 1946) é um ex-futebolista escocês.

## Carreira
Don Masson competiu na Copa do Mundo FIFA de 1978, sediada na Argentina, na qual a seleção de seu país terminou na 11º colocação dentre os 16 participantes.